# Rattus sanila
Rattus sanila är en troligen utdöd däggdjursart som beskrevs av Tim Flannery och White 1991. Rattus sanila ingår i släktet råttor och familjen råttdjur. Inga underarter finns listade i Catalogue of Life.
Denna råtta är känd från kvarlevor som hittades på ön New Ireland (Bismarckarkipelagen) och som är cirka 3000 år gamla. Kanske finns arten kvar i öns outforskade täta skogar. Ibland listas populationen som synonym till Rattus mordax. Rattus sanila listas inte av IUCN.